# Снецьке
Снецьке (рос. Снецкое) — присілок в Желєзногорському районі Курської області Російської Федерації.
Населення становить 147 осіб. Входить до складу муніципального утворення Снецька сільрада.

## Історія
Населений пункт розташований на території українського етнічного та культурного краю Східна Слобожанщина.
Від 2004 року входить до складу муніципального утворення Снецька сільрада.

## Населення
| 1835 | 1862 | 1883 | 1897 | 1905 | 1979 | 2002 |
| ---- | ---- | ---- | ---- | ---- | ---- | ---- |
| 483  | ↘300 | ↗514 | ↘501 | ↘495 | ↘335 | ↘234 |
| 2010 |      |      |      |      |      |      |
| ↘147 |      |      |      |      |      |      |